# مقبرة الشهداء (الدار البيضاء)
مقبرة الشهداء هي مقبرة في مدينة الدار البيضاء في المملكة المغربية.